# Poro

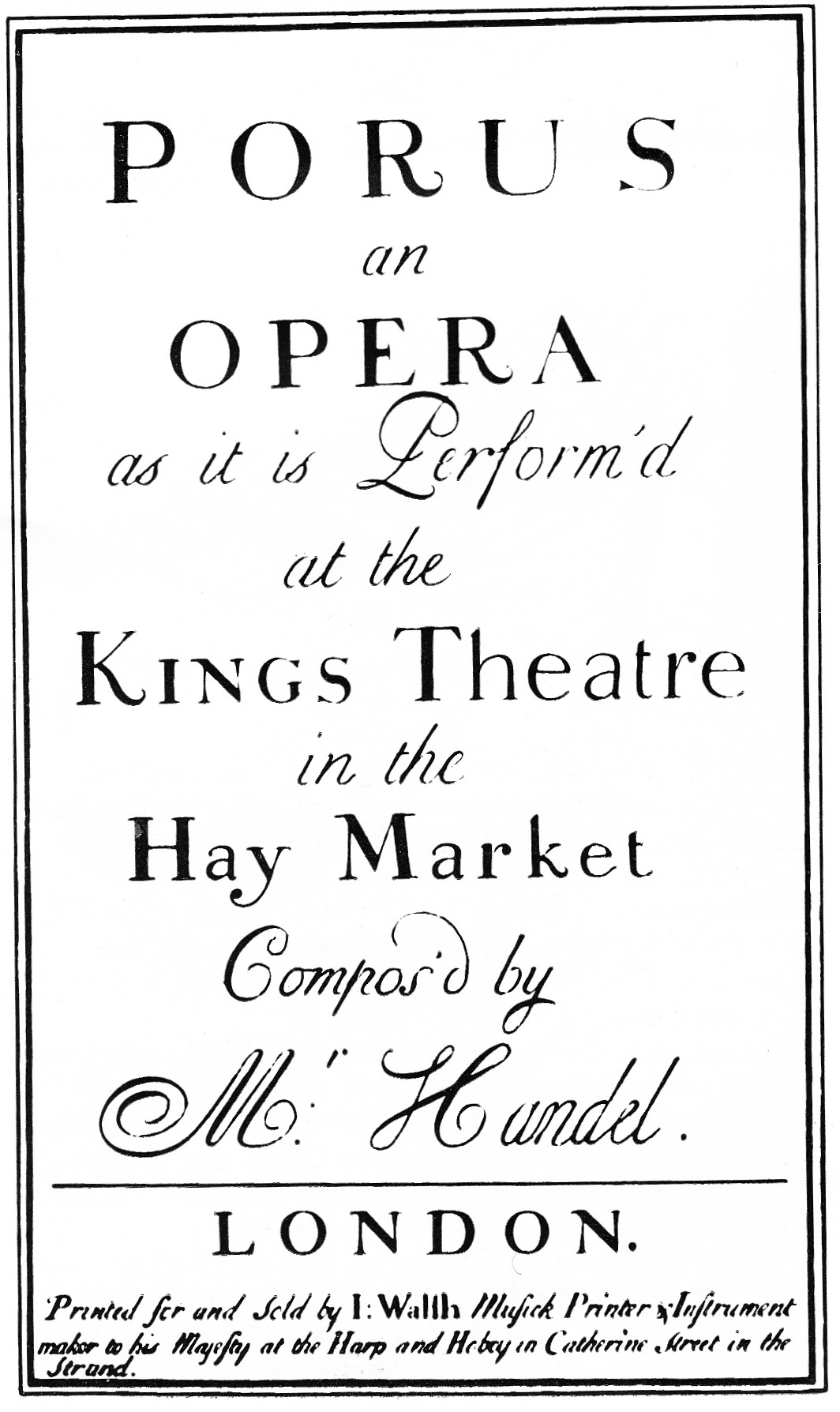
John Walsh, Titelseite des Erstdruckes (1731)

Poro, Re dell’Indie (HWV 28) ist eine Oper (Dramma per musica) in drei Akten von Georg Friedrich Händel. Sie ist die dritte Oper für die 1729 von Händel und Johann Jacob Heidegger gegründete zweite Opernakademie und nach Siroe Händels zweite Oper, die auf ein Textbuch von Pietro Metastasio zurückgeht. Das Hauptthema des Dramas ist der Edelmut, den Alexander der Große gegen Poros übte, den König von Paurava in Indien (im westlichen Teil des heutigen Punjab), dem er als wiederholt Besiegtem und Gefangenem das Reich und die Freiheit schenkte.

## Entstehung
Händel eröffnete die zweite Spielzeit seiner zweiten Opernakademie zunächst mit Wiederaufnahmen seiner Opern Publio Cornelio Scipione und Partenope sowie dem Pasticcio Venceslao. Inzwischen war deutlich, dass der Altkastrat Antonio Bernacchi die durch Senesinos Abwesenheit gerissene Lücke – er war nach Auflösung der ersten Royal Academy nach Italien zurückgekehrt – nicht zu füllen vermochte. So sah Händel sich gezwungen, für die nächste Spielzeit die Verhandlungen mit seinem früheren Star wieder aufzunehmen. Als Vermittler traten dabei Francis Colman, britischer Gesandter in Florenz, und Owen Swiney, der sich 1713 aus England abgesetzt hatte und nun in Italien lebte, auf. In einem Brief vom 19. Juni beauftragte Händel Colman, auch einen Sopran zu engagieren, der „ebenso gut Männer- wie Frauenrollen geben muss“ („proposer fasse le Role d’home aussi bien que celuy de Feme“). Er bittet Colman auch

« […] prier de nouveau qu’il ne soit pas fait mention dans les Contracts du premier, second, ou troisieme Rolle, puisque cela nous géne dans le choix du Drama, et est d’ailleurs sujet a de grands inconveniens. »

„[…] erneut, dass in den Verträgen keine Erwähnung erster, zweiter oder dritter Rollen geschieht, da uns dies in der Wahl der Stücke behindert und überdies Ursache großer Unannehmlichkeit ist.“

Am 18. Juli schrieb Swiney aus Bologna an Colman in Florenz:

“I AM favoured wth yrs of ye 15th instant, & shall Endeavr to observe punctually wt you write about. I find yt Senesino or Carestini are dersired at 1200 Gs each, if they are to be had; Im’e sure that Carestini is Engaged at Milan, & has been so, for many Months past: and I hear yt Senesino, is Engaged for ye ensuing Carnival at Rome.
If Senesino is at liberty (& will accept ye offer) then the affair is adjusted if Sigra Barbara Pisani accepts the offer I made her, which I really believe she will.
If we can neither get Senesino, nor Carestini, then Mr Handel desires to have a man (Soprano) & a woman contrealt, & yt The [sic] price (for both) must not exceed one Thousand or Eleven hundred Guineas, & that the persons must sett out for London ye latter end of Augt or beginning of Septembr, and yt no Engagemt must be Made wth one witht a certainty of getting the other.
Several of the persons recomended to Mr Handel (whose names he repeats in ye letters I received from him this Morning) are I think exceedingly indifferent, & Im’e persuaded wou’d never doe in England: & I think shou’d never be pitch’d on, till nobody else can be had.
I have heard a Lad here, of abt 19 years old, wth a very good soprano voice (& of whom there are vast hopes) who Im’e persuaded, would do very well in London, and much better than any of those mentioned in Mr Handel’s letter who are not already engaged in case you cannot get Senesino. […]
Having not time to answer Mr. Handel’s Letter, this day, I hope you will be so good as to let him know yt I shall Endeavr to serve him to the utmost of my power, & yt I shall do nothing but wt shall be concerted by you.”

„Ich habe Ihren Brief vom 15. dieses Monats dankend erhalten und werde bemüht sein, mich genau an das zu halten, was Sie schreiben. Ich habe gehört, dass für Senesino und Carestini je 1200 Guinees geboten werden, wenn sie überhaupt frei sind. Ich weiß sicher, dass Carestini ein Engagement in Mailand hat, und das bereits seit vielen Monaten, und ich höre, dass Senesino für den nächsten Karneval in Rom verpflichtet ist.
Wenn Senesino frei ist (und mein Angebot annimmt) ist das Geschäft abgeschlossen, sofern auch Signora Barbara Pisani mein Angebot annimmt, was ich für wahrscheinlich halte.
Wenn wir weder Senesino noch Carestini gewinnen können, dann wünscht Mr. Händel das Engagement eines Mannes (Sopran) und einer Frau; die Gage (für beide) soll tausend oder elfhundert Guinees nicht übersteigen, und die Personen sollen nicht nach Ende August oder Anfang September nach London aufbrechen, und es soll nicht einer engagiert werden, solang der Vertrag mit dem anderen noch nicht gesichert ist.
Einige der Mr. Händel empfohlenen Personen (deren Namen er in seinem Brief zitiert) sind, so meine ich, ausgesprochen uninteressant und würden in England niemals Anklang finden; ich meine, man sollte sich auf keinen Fall für sie entscheiden, solange es noch andere Möglichkeiten gibt.
Ich habe von einem jungen Mann gehört, etwa 19 Jahre alt, der einen sehr guten Sopran besitzt (und auf den große Hoffnungen gesetzt werden); ich bin davon überzeugt, dass er in London sehr erfolgreich wäre; weit mehr als alle, die Mr. Händel in seinem Brief erwähnt und die noch nicht engagiert sind, für den Fall, dass Sie Senesino nicht bekommen. […]
Da ich heute keine Zeit habe, Mr. Händels Brief zu beantworten, hoffe ich, Sie werden so freundlich sein, ihn wissen zu lassen, dass ich mich bemühe, ihm mit allem, was in meiner Macht steht, behilflich zu sein; dass ich nichts unternehmen werde, was nicht mit Ihnen abgesprochen ist.“

Das Ende vom Lied war, dass Senesino seinen Vorteil nutzte und ein Angebot über 1400 Guineen annahm – dies ging weit über die veranschlagte Summe hinaus und bedeutete für Händel ein beträchtliches Risiko; denn da diese Summe nicht mehr durch den Vorstand gedeckt war, war er nun vom Publikum abhängig. Mitte Oktober berichtete Händel Colman:

« Monsieur, Je viens de recevoir l’ honneur de Votre Lettre du 22 du passeé N. S. par la quelle je vois les Raisons qui Vous ont determiné d’engager Sr Sinesino sur le pied de quatorze cent ghinées, a quoy nous acquiesçons, et je Vtres humbles Remerciments des peines que Vous avez bien voulu prendre dans cette affaire[.] Le dit Sr Sinesino est arrivé icy il y a 12 jour et je n’ai pas manqué sur la presentation de Votre Lettre de Luy payer a comple de son sâlaire les cent ghinées que Vous Luy aviez promis. »

„Geehrter Herr, ich habe die Ehre, soeben Ihren Brief vom 22. [NS] vom vorigen Monat zu erhalten, aus dem ich die Gründe ersah, die Sie bestimmt haben, Herrn Senesino mit vierzehnhundert Guineen zu engagieren, wozu wir unsere Zustimmung erteilen. Ich entbiete Ihnen meinen ergebensten Dank für die Bemühungen, die Sie sich in dieser Angelegenheit gemacht haben. Der besagte Herr Senesino ist hier vor 12 Tagen angekommen und ich habe nicht verfehlt ihm nach Vorlage Ihres Briefes 100 Guineen à conto seiner Gage zu zahlen, die Sie ihm versprochen hatten.“

Am 3. November wurde die neue Spielzeit mit Scipione eröffnet, und: „Der zurückgekehrte Senesino verzauberte alle.“ (“Senesino being return’d charm’d much.”)
Doch das Jahr sollte für Händel traurig enden: Am 16. Dezember starb seine Mutter. Dies war die Situation, in der Händel den im September begonnenen Poro fertigstellte. Den zweiten Akt komponierte er in nur einer Woche. Die Zeiten der Entstehung sind diesmal im Autograph besonders genau angegeben: „Fine dell’ atto primo mercordi li 23 di Decembr 1730.“ – „Fine dell’ Atto Secondo | G.F. Handel Decembr 30. ano 1730.“ – „Fine dell’ Opera di Poro. a Londra gli 16 di Gennaro 1731.“
Der unmittelbare Publikumserfolg des Poro, Re dell’ Indie dürfte in erster Linie auf die Beliebtheit des Kastraten Senesino zurückzuführen sein: Der Uraufführung am 2. Februar 1731 folgten fünfzehn weitere Aufführungen.
Besetzung der Uraufführung:
- Poro – Francesco Bernardi, genannt „Senesino“ (Mezzosoprankastrat)
- Alessandro il Grande – Annibale Pio Fabri, genannt „Balino“ (Tenor)
- Cleofide – Anna Maria Strada del Pò (Sopran)
- Erissena – Antonia Margherita Merighi (Alt)
- Timagene – Giovanni Giuseppe Commano (Bass)
- Gandarte – Francesca Bertolli (Alt)

## Libretto
Wie bereits in Alessandro von 1726 wandte sich Händel auch in Poro einer Episode aus dem Indienfeldzug von Alexander dem Großen zu. Die Vorlage für das Libretto war ein Dramma per musica von Pietro Metastasio mit dem Titel Alessandro nell’Indie, eines der beliebtesten Libretti aller Zeiten, das zu Weihnachten 1729 in einer Vertonung von Leonardo Vinci in Rom uraufgeführt worden war. Die Tatsache, dass Händel vier Jahre zuvor schon eine Oper mit dem Titel Alessandro herausgebracht hatte, zwang ihn offenbar, den originalen Titel zu ändern. Außerdem änderte sich auch der Fokus von Alexander dem Großen auf den indischen König.
Fast zeitgleich mit Händel brachte Nicola Porpora seinen Poro in Turin heraus, im November desselben Jahres Johann Adolph Hasse seine Cleofide in Dresden. Rund 60 Komponisten, u. a. Giovanni Paisiello, Domenico Cimarosa und Luigi Cherubini vertonten bis ans Ende des Jahrhunderts das Libretto Metastasios, das an Jean Racines Tragödie Alexandre le grand aus dem Jahre 1665 und Domenico Davids Libretto L’amante eroe, welches 1691 mit Musik von Marc’Antonio Ziani in Venedig aufgeführt wurde, angelehnt ist. Wer Metastasios Libretto unter dem neuen Titel Poro, Re dell’Indie für Händel einrichtete, ist nicht bekannt. Dafür kann Giacomo Rossi, möglicherweise aber Händel selbst in Betracht kommen oder eventuell auch Samuel Humphreys, der zu dieser Zeit die Operntexte für die Akademie ins Englische übersetzte und eine Art Sekretärsposten am Haymarket-Theater innehatte.
An diesem Libretto lässt sich ablesen, wie um 1730 eine klassische metastasianische Rollenhierarchie auszusehen hatte, die den Regeln entsprach und dennoch Freiraum für individuelle Gestaltung bot: Der Eroberer Alessandro als Herrscher an der Spitze wird dem ersten Liebespaar Cleofide und Poro entgegengestellt. Ein zweites Paar, Poros Schwester Erissena und der ihm treu ergebene Gandarte, sowie Timagene, ein Vertrauter Alessandros, der aus Neid auf dessen Erfolge zum Verräter wird, wird diesen nachgeordnet.
In der folgenden Spielzeit (ab 23. November 1731) wurde das Werk in etwas veränderter Besetzung viermal wiederholt. Als wichtigste Änderung wurden für die Partie des Timagene, dessen Arien ursprünglich gestrichen worden waren, weil der Bassist Commano keine allzu großen sängerischen Fähigkeiten besaß, nun wieder drei (allerdings andere) Arien eingefügt, die Händel älteren Opern entnahm.
Als schließlich am 8. Dezember 1736, nach mehrfachen Verschiebungen des Aufführungstermins infolge einer Erkrankung der Strada, das Werk zum dritten Mal inszeniert wurde, glich die dargebotene Fassung mehr einer Art Pasticcio. Dies wurde wiederum viermal gegeben.
In den Jahren 1732 bis 1736 (Erstaufführung am 14. Februar 1732) wurde Poro mindestens 27 Mal an der Hamburger Gänsemarkt-Oper unter dem Titel Triumph der Grossmuth und Treue, oder CLEOFIDA, Königin von Indien mit einer deutschen Übersetzung der Rezitative von Christoph Gottlieb Wend aufgeführt. Die musikalische Leitung dieser Aufführung hatte Georg Philipp Telemann, wie Wend im „Vorbericht“ seines gedruckten Textbuches vermerkt:

„Daß unser Herr Telemann die Teutschen Recitative unter Noten gebracht, brauche ich wohl nicht erst zu melden, weil so ein grosser Meister dergleichen etwas wohl im Schlafe zu verrichten fähig ist, und ich folglich seinen sonst hohen Verdiensten durch Meldung eines so geringen fast Unrecht anthun würde.“

In Braunschweig stand die Oper mit dem Titel Poro ed Alessandro unter Leitung von Georg Caspar Schürmann, mit drei zusätzlichen Arien desselben, während der Sommermesse im August 1732 auf dem Spielplan. Ebenda sah man auch die erstmalige Wiederaufführung in der Neuzeit: Am 21. April 1928 war die Premiere für die deutsche Fassung der Oper, mit dem Titel König Porus (Text: Hans Dütschke) unter Leitung von Ludwig Leschetitzky. Diese Produktion wurde während eines Gastspieles in Kopenhagen auch durch die Staatsradiosinfonie im Rundfunk übertragen.
Die erste Tonträgerproduktion von Händels Poro dokumentiert eine Bearbeitung der Oper in deutscher Sprache von Heinz Rückert für das Landestheater in Halle (Händel-Festspiele Halle (Saale)) aus dem Jahr 1956. Die Oper wurde hier in sieben Bilder unterteilt, die die bei Händel vorgesehene Abfolge der Nummern sowie die dreiaktige Anlage beibehalten. Die indischen Figuren bekamen indische Namen – Cleofide wurde Mahamaya, Erissena → Nimbavati und Gandarte → Gandharta –, und die Rollen des Poro und des Gandarte wurden in Bariton- bzw. Basslage transponiert. Die in den Arien einer Opera seria üblichen Textwiederholungen ersetzte Rückert durch Verse, die sich sowohl am Original orientierten als auch eine kohärente Personengestaltung anstrebten. Es spielte hier das Händelfestspielorchester Halle unter Leitung von Horst-Tanu Margraf.
In Originalsprache und historischer Aufführungspraxis wurde Poro erstmals in konzertanter Form im Zusammenhang mit einer Tonträgerproduktion des Werkes am 20. April 1994 im Salle Garnier in Monte Carlo gegeben. Europa Galante spielte unter Leitung von Fabio Biondi.

## Handlung

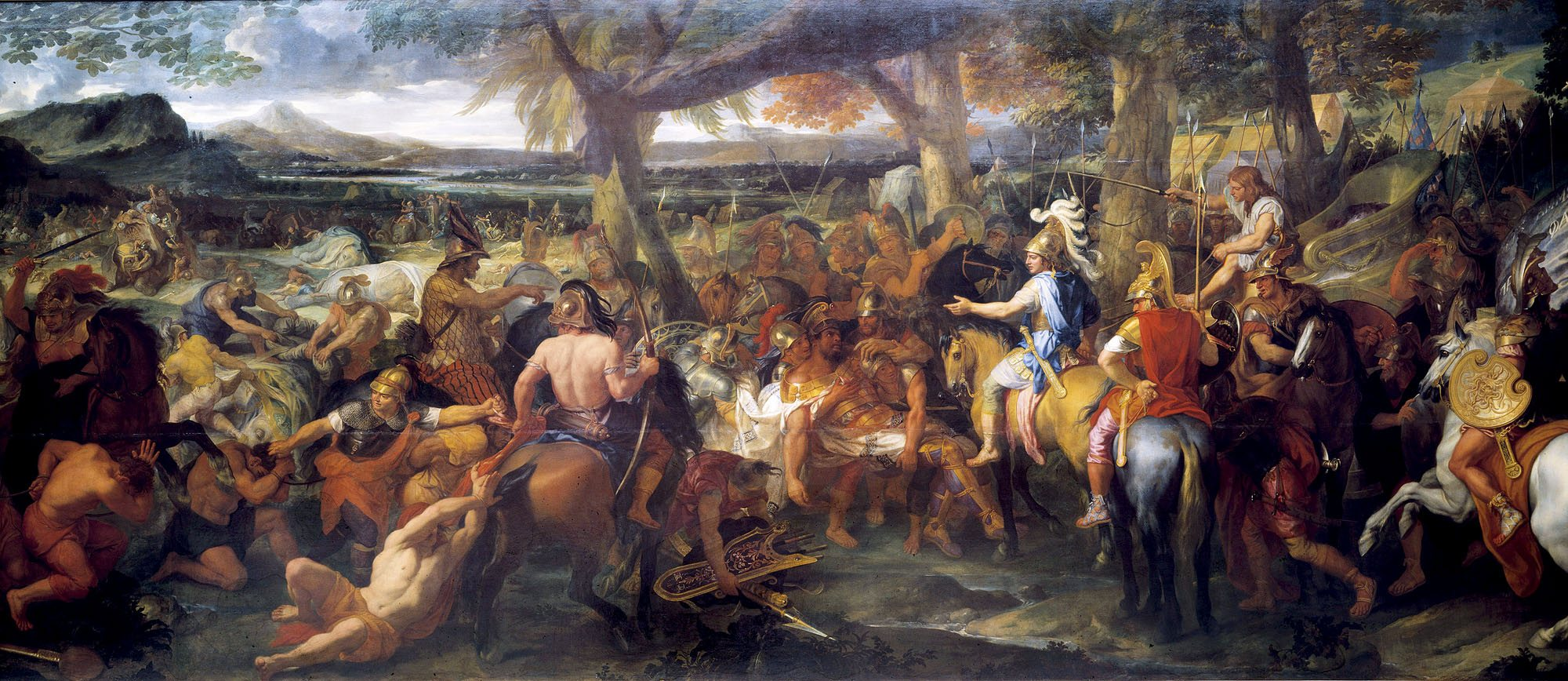
Charles Lebrun: Alexander und Poros (1673)

### Historischer und literarischer Hintergrund
Die Geschichte von Alexander dem Großen, der in der Schlacht am Hydaspes den indischen König Poros gefangen nahm und ihn, beeindruckt von seinem Mut, freiließ und wieder in seine Rechte einsetzte, wird von verschiedenen antiken Autoren berichtet, darunter auch von Plutarch, dessen Bíoi parálleloi (Parallele Lebensbeschreibungen) im 17. und 18. Jahrhundert viel gelesen wurden. In Quintus Curtius Rufus’ achtem Buch der Historiae Alexandri Magni Regis Macedonum wird von diesem historischen Konflikt im heutigen Punjab in den Kapiteln 12 bis 14 berichtet.
Kleophis (Cleofide), in der Oper Poros’ Geliebte, ist die Hauptgestalt einer geschichtlich völlig anderen, parallelen Episode. Nach der knappen Überlieferung im 27. Kapitel des vierten Buches der Anabasis des Alexanderhistorikers Arrian geriet die Mutter des Königs Assakenos nach der Eroberung Massagas im Winter 327/326 v. Chr. in die Gefangenschaft Alexanders des Großen. Mehrere der antiken Quellen berichten von ihrer Schönheit, der vielleicht auch Alexander nicht widerstehen konnte, ihr aber auf jeden Fall den Thron erhielt. Sie brachte später einen Sohn zur Welt, dem sie den Namen Alexander gab. Für Iustinus steht schließlich fest, dass Kleophis ihren Thron rettete, indem sie nach ihrer Kapitulation mit Alexander geschlafen und ihm einen gleichnamigen Sohn geboren habe, weshalb sie von den Indern als königliche Hure (scortum regium) bezeichnet worden sei. Mit Alexanders Feldherrn Timagene könnte der historische Koinos gemeint sein, sowohl was seine militärisch herausragende Stellung im Heer Alexanders als auch seine oppositionelle Haltung gegenüber seinem König betrifft. Die weiteren Rollen sind frei erfunden; der Name Gandarte bezieht sich auf das bei Plutarch erwähnte indische Volk der Gandariten, dessen militärische Übermacht Alexander davon abbrachte, nach dem Hydaspes auch noch den Ganges zu überschreiten.
Die historischen Fakten stellen sich heute in folgender Weise dar:
334 v. Chr. dringt König Alexander III. von Makedonien, gestützt auf die Bündnisverträge mit den griechischen Staaten, in das persische Reich ein. Nur dreimal stellen sich die Truppen des Königs Dareios III. den Angreifern: am Granikos in Kleinasien, bei Issos an der Syrischen Pforte und bei Gaugamela östlich des Tigris, überall werden sie trotz zahlenmäßiger Überlegenheit leicht besiegt.
331/330 v. Chr. marschieren die Makedonier nach der Einnahme und Verwüstung der achämenidischen Königsstadt Persepolis bis an den Rand der damals bekannten Welt am Pamir-Plateau und im Osten bis über den Indus, wo die Truppen schließlich ihrem König die Gefolgschaft verweigern.
326 v. Chr. fällt Alexander, angelockt von den sagenhaften Reichtümern der Nandas-Dynastie, in Indien ein. Auf dem Weg zum Punjab trifft er im Nordwesten auf zahlreiche kleine Königreiche und Aristokratien, deren Herrscher sich zum Teil mit ihm verbünden, wie z. B. König Taxiles, ihn zum Teil aber auch erbittert bekämpfen. Alexander kämpft gegen den König Poros, den er trotz zahlenmäßiger Überlegenheit der indischen Truppen und dem Einsatz von Kampfelefanten besiegt.
Durch die Gehorsamsverweigerung seiner eigenen Truppen zum Rückzug gezwungen, verlässt Alexander Indien; die besiegten und tributpflichtig gemachten Staaten erlangen bald nach seinem Abzug ihre Unabhängigkeit wieder. 323 v. Chr. stirbt Alexander nach einem beschwerlichen, jahrelang dauernden Rückzug durch den Süden Irans in Babylon.
Poros wird 317 v. Chr. infolge der Wirren der Diadochenkämpfe vom makedonischen Gouverneur der Nachbarprovinz und Militärstrategen Eudemos heimtückisch ermordet.

### Erster Akt
„Exotischer undurchdringlicher Urwald“: Die geschlagenen Inder fliehen. Der verzweifelte König Poro will mit dem Schwert seinem Leben ein Ende setzen, wird aber von seinem Freunde Gandarte im letzten Moment daran gehindert, indem dieser dem König seine Liebe zu Cleofide (sie ist Königin eines anderen Teilreiches von Indien) in Erinnerung ruft und den König an seine Pflicht dem Lande gegenüber ermahnt. Da Verfolger nahen, tauscht Gandarte mit Poro die Zeichen der Königswürde; allein zurückgeblieben, rechtfertigt er sein kühnes Handeln (È prezzo leggiero, Nr. 2) und flieht dann.
Doch Poro ist es nicht gelungen zu entkommen, er wird von Alessandros Feldherrn Timagene gestellt. Dem hinzukommenden Alessandro gegenüber gibt sich Poro als ein indischer Krieger namens „Asbita“ aus; er erhält von Alessandro den Auftrag, König Poro die Botschaft zu bringen, dass er – wenn König Poro sich jetzt besiegt gebe – diesem gegenüber Milde walten lassen wolle. Als Zeichen dessen übergibt Alessandro dem Krieger sein Schwert, welches dieser seinem König überbringen soll. Alessandro entfernt sich mit seinen Begleitern: „Vedrai con tuo periglio“, ruft Poro seinem Gegner nach (Nr. 3).
Inzwischen ist Poros Schwester, die junge, kapriziöse Prinzessin Erissena, gestellt worden und wird jetzt Alessandro vorgeführt. Alessandro begegnet der hübschen Kleinen galant und ritterlich (Vil trofeo d’un alma imbelle, Nr. 4). Nicht nur Alessandro, sondern auch dessen Feldherr Timagene ist sichtlich von dem Charme Erissenas betroffen; der werbende Timagene erhält eine ironisch-feine Abfuhr (Chi veve amante, Nr. 5). Schon in dieser Szene gibt sich Timagene als heimlicher Widersacher Alessandros zu erkennen, denn er hat wieder erfahren müssen, dass ihn Alessandro – auch in puncto Liebe – stets in den Schatten stellt.
Poro hat sich bis zur Residenz der Königin Cleofide durchgeschlagen; erregt tritt er seiner Geliebten entgegen, weil er glaubt, dass diese ihn hintergeht. Doch Cleofide zerstreut seinen Argwohn und fordert von Poro Vertrauen. Dieses bekräftigt Poro mit einem heiligen Schwur (Se mai più, Nr. 6). Völlig überraschend bringen einige griechische Soldaten die Prinzessin Erissena zu Cleofides Residenz, Alessandro hat sie großmütig freigelassen. Cleofide lässt dem großen Alessandro einen Gruß überbringen; sie tut dies aus diplomatischer Klugheit, was freilich der rasch aufbrausende Poro nicht zu begreifen vermag. Doch Cleofide erinnert an den vorhin getanen Schwur und beteuert ihre grenzenlose Liebe aufs Neue (Se mai turbo, Nr. 7). Als Cleofide sich entfernt, wallt in Poro neuer Argwohn auf; Gandarte tritt dazwischen und berichtet seinem König von der gelungenen Täuschung (Alessandro hält ihn, Gandarte, für den König) und von einer Verschwörung des griechischen Heeres gegen den allmächtigen Alessandro. Doch Poros Gedanken sind in diesem Moment nur auf Cleofide gerichtet, von der er annimmt, dass sie gerade zu Alessandro aufgebrochen ist. Den an seine Pflicht gegen das Vaterland mahnenden Gandarte bezeichnet Poro etwas ironisch als einen „vernünftigen Denker“ und entgegnet ihm mit einer Schilderung seiner fortwährenden Liebespein (Se possono tanto, Nr. 8)!
Kaum hat sich Poro entfernt, um Cleofide zu folgen, da platzt Erissena sehr munter herein und berichtet mit blühenden Worten von dem starken Eindruck, den der großmütige und gebildete Alessandro auf sie gemacht habe. Natürlich fühlt sich Gandarte (der seit langem der jungen Prinzessin in Liebe zugetan ist) durch solche Reden verletzt. Erissena erteilt ihrem Freund verärgert eine Abfuhr (Compagni nell’amore, Nr. 9).
In seinem Feldherrn-Zelt begegnet Alessandro der Königin Cleofide, die zu ihm gekommen ist, um Gnade und Schonung für ihr indisches Land zu erbitten. Mehr als die diplomatische Klugheit der Königin fesselt Alessandro das Wesen dieser fremden Frau. Poro, der unter dem Namen „Asbita“ Gehör verlangt, um angeblich eine Botschaft von Poro auszurichten, stört das Gespräch Alessandros mit Cleofide; voll Eifersucht ist er Cleofide auf dem Weg zu Alessandros Zelt nachgefolgt. Nicht ganz leicht fällt es Alessandro, seine Gefühle der schönen indischen Frau gegenüber zu unterdrücken. Doch das hält ihn nicht davon ab, Cleofides Schönheit zu preisen (Se amor a questo, Nr. 11), ehe er sich zu weiteren staatsmännischen Geschäften zurückzieht. Jetzt erst kommt es zu der erregten Auseinandersetzung zwischen Poro (der die Vorgänge eben aufmerksam beobachtet hat) und Cleofide; Poro erinnert voll Bitterkeit an Cleofides Liebesschwur, Cleofide fühlt sich zu Unrecht des Treubruchs bezichtigt (Duett, beginnend mit dem Zitat Se mai turbo/Se mai più, Nr. 12).

### Zweiter Akt
Nach einigen Tagen bittet die indische Königin Cleofide Alessandro mit einigen Begleitern zu Verhandlungen in ihren Palast; Poro jedoch hat – in aufwallender Eifersucht gegen Alessandro – einige Soldaten um sich gesammelt und die Abordnung der Griechen hinterrücks überfallen (dieses Handgemenge schildert die kurze Sinfonia, Nr. 13). Der Anschlag misslang jedoch, und wenn Poro ergriffen würde, würde er mit dem Leben büßen müssen. Im Angesicht der großen Gefahr verzeihen sich die beiden Liebenden (Caro/Dolce, amico amplesso, Nr. 14). Als griechische Bewaffnete sich nähern, sieht Poro als einzigen ehrenvollen Ausweg nur den Tod, den er seiner Geliebten und dann sich geben will; doch gerade als er sein Schwert gegen Cleofide erhebt, tritt Alessandro dazwischen, der Poro als „Asbita“ erkennt. Durch Timagene fordern die griechischen Soldaten strenge Bestrafung der Schuldigen für diesen Überfall, „Asbita“ wird gefangen gesetzt, den Bitten Cleofides begegnet Alessandro energisch abweisend (D’un barbaro scortese Nr. 15). Den Gefangenen befiehlt Alessandro der Aufsicht seines Feldherrn Timagene. Cleofide hat Poro noch sehr viel zu sagen, doch richtet sie ihre Worte nur indirekt an Poro (getarnt als eine Botschaft, die Timagene dem König Poro überbringen soll); sie bestätigt Poro noch einmal ihre große Liebe und ermahnt diesen, sich ja nicht als König zu erkennen zu geben (Digli, ch’io son fedele, Nr. 16).
Völlig überraschend setzt Timagene seinen Gefangenen auf freien Fuß und bittet ihn, dem König Poro eine Botschaft zu überbringen, in der dieser von der im Gange befindlichen Verschwörung gegen Alessandro unterrichtet wird. Erstaunt erkennt Poro, wie Alessandro betrogen wird, und drückt seine Gedanken in der Gleichnisarie vom Steuermann aus, der auf friedlicher See dahinschläft und immer weiter vom Kurs weg auf das gefahrvolle Meer hinausgetrieben wird (Senza procelle ancora si perde, Nr. 17).
In der Residenz Cleofides treffen Cleofide und Gandarte zusammen. Gandarte erfährt die Vorgänge um Poro; plötzlich naht Alessandro, Gandarte verbirgt sich. Alessandro teilt Cleofide mit, dass die Soldaten für die bei dem Überfall der Inder Gefallenen das Leben der Königin fordern. Es gibt nur einen Weg, um Cleofides Leben zu retten: Alessandro schlägt ihr vor, seine Gemahlin zu werden. Als Cleofide ablehnt, tritt Gandarte vor, bezeichnet sich als König Poro und bietet sich als Opfer an, durch welches der Aufruhr unter den griechischen Soldaten gestillt werden könne. Alessandro, tief beeindruckt von dieser männlichen Haltung, entfernt sich. Da bringt Erissena eine Schreckensbotschaft: Von Timagene habe sie erfahren, dass Poro auf der Flucht in einem Flusse ertrunken sei. Alle sind erschüttert, Cleofide ist zutiefst betroffen (Se il Ciel mi diride, Nr. 18).

### Dritter Akt
„Garten bei Cleofides Residenz, in der Nähe das griechische Feldlager.“ Poro begegnet seiner Schwester Erissena, die nicht fassen kann, ihn am Leben zu finden; er sinnt nur darauf, an Alessandro Rache zu nehmen, und weiht sie in die von Timagene geleitete Verschwörung gegen Alessandro ein. Erissena soll Timagene verständigen, dass er zum Mordanschlag bereit sei; ihren Widerstand bricht er durch eindringliches Ermahnen an die Pflicht gegen das Vaterland (Risveglia lo sdegno, Nr. 22).
An gleicher Stelle begegnet Alessandro der völlig verzweifelten Cleofide; sie sehnt nur noch den Tod herbei und bietet sich ihm jetzt als Gattin an, um dann in den Flammen zu sterben. Selbst Erissena (die auf Poros Geheiß keinem verraten darf, dass er noch am Leben ist) zweifelt angesichts dieses Heiratsangebotes an der unerschütterlichen Liebe Cleofides zu Poro. Die todesbereite Cleofide antwortet ihr mit verworrenen Phantasiebildern (Se troppo crede, Nr. 23). Cleofide entfernt sich; Alessandro, der von einer Beratung mit Offizieren zurückkommt, begegnet erstaunt Erissena. Sie entnimmt seinen Worten, dass er von der Verschwörung wisse, und entdeckt Alessandro den von Timagene geplanten Anschlag; sie übergibt ihm einen Brief, den sie vorhin von Poro erhalten hat. Sofort wird Timagene herbeibeordert und entlarvt, doch der kluge Alessandro verzeiht seinem Feldherrn (den er hier in der Fremde und im Kriege schlecht entbehren kann) und verlangt von ihm Bewährung (Serbati, a grandi imprese, Nr. 25).
Poro hat von dem Misslingen der Verschwörung erfahren und bittet den ihn begleitenden Gandarte, ihm mit einem Schwert den Tod zu geben. Erissena bemerkt beide und enthüllt ihnen das Vorhaben Cleofides, Gattin Alessandros zu werden. In rasender Verbitterung bricht Poro zusammen, allein das Rache-Vorhaben an Alessandro hält ihn noch aufrecht, dann will er seinem Leben ein Ende machen (Dov’è? S’affretti, Nr. 26). Dem in schmerzlicher Verwirrung Davongehenden folgt sein treuer Freund Gandarte; auch er ist zum Einsatz des Lebens bereit und nimmt zärtlich Abschied von seiner geliebten Erissena (Mio ben, ricordati, Nr. 27). Erissena, allein zurückgeblieben, quält die Ahnung, dass sie ihren Freund vielleicht nicht mehr sehen werde, doch dann vertraut sie sich der Hoffnung an, dass doch noch alles gut werde (Son confusa pastorella, Nr. 28).
„Indischer Tempel.“ Die Vorbereitungen zur Vermählung Alessandros mit Cleofide sind getroffen; diese erwartet gelassen den griechischen König, hat jedoch im Hintergrund bereits ein Opferfeuer angezündet, dem sie sich unmittelbar vor der Vermählung anvertrauen will, denn – wie sie es Poro einst geschworen hat – will sie ihm (von dem sie immer noch glaubt, dass er tot ist) nach indischer Sitte als Witwe durch die Flammen in den Tod folgen. Dieses Vorhaben enthüllt sie, als Alessandro im Tempel erscheint (Spirto amato, Nr. 30).
Poro, immer noch nach Rache dürstend, hat all dies mit gespannter Aufmerksamkeit aus einem Versteck beobachtet. Voller Reue und Beglückung stürzt er Cleofide zu Füßen, sich damit auch Alessandro als der richtige Poro zu erkennen gebend. Unfassbar ist es Cleofide, dass Poro jetzt auf einmal lebend vor ihr steht. Alessandro ist von dieser Treue bis in den Tod zutiefst beeindruckt: Cleofide und Poro sollen endlich in Freiheit glücklich miteinander sein, ja, der große griechische Imperator bittet den indischen König um seine Freundschaft. All die Verwicklungen und Irrungen, die Todes- und Rachegedanken löste die Macht der Liebe. (Duett Caro, vieni al mio seno und Coro Dopo tanto penare, Nr. 31/32.)

## Musik

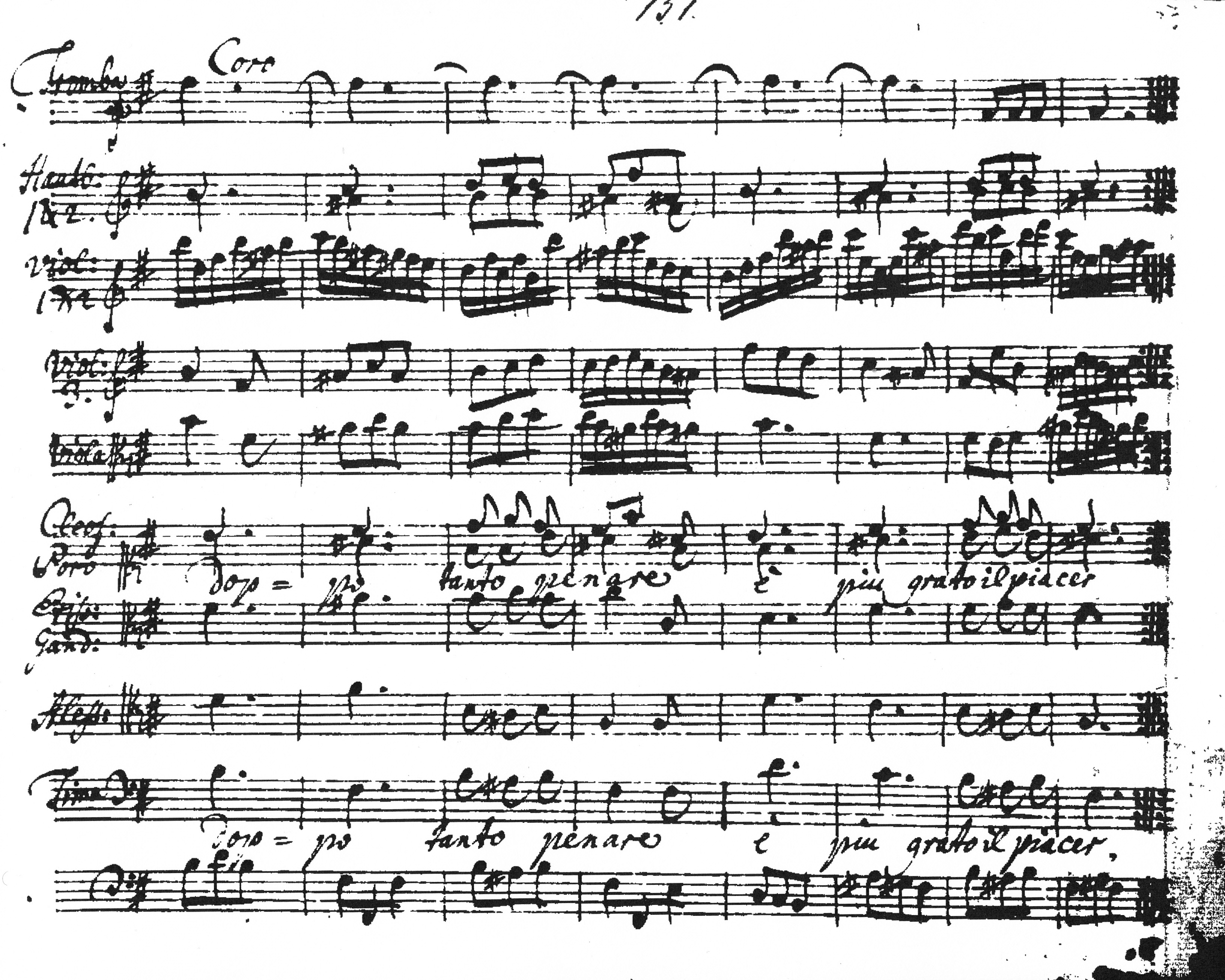
Erste Seite des Schlusschores (Autograph)

Die musikalische Gestaltung des Poro zeichnet sich durch ihren blühenden Reichtum in besonderer Weise aus. Der Aufklärer Händel bringt hier sein künstlerisches Ethos in einer geradezu vollendet-eindringlichen musikdramatischen Sprache zum Klingen, wobei die Leidenschaften der Protagonisten im Vordergrund stehen. Die exotische Titelfigur mit ihrer impulsiven Affektivität bildet zur zivilisierten Affektkontrolle Alessandros einen deutlichen Gegenpol. Letztere manifestiert sich in den regulär gebauten Da-capo-Arien und dem geringen Kontrast zwischen A- und B-Teil. Poro tritt gleich zu Beginn mit dem einzigen Accompagnato-Rezitativ der Partitur auf, das seine Verzweiflung nach der Niederlage gegen die Griechen unterstreicht; er glaubt die geliebte Cleofide treulos, Cleofide – aus diplomatischen Gründen sich Alessandro freundlich erweisend – ist wütend auf Poro, der sie der Untreue beschuldigt; jeder zitiert den einstmaligen Treue- bzw. Liebesschwur des anderen; diese Ironie führt zum erregten Streitgespräch beider Partner in kurzen deklamatorischen Phrasen, die jeweils in einen für beide parallel laufenden Monolog der Verzweiflung führen. So der Beginn des Duettes Se mai turbo/Se mai più (Nr. 12) im ersten Akt. Ein Meisterstück musikdramaturgischer Gestaltung, fernab jeglicher Schablone. Kein Einzelbeispiel im Poro! Weiter ragen die von Flöten und Hörnern begleitete Gleichnisarie Senza procelle ancora si perde (Nr. 17) und das ohne Instrumentalritornell übergangslos aus dem Rezitativ anhebende Dov’è? S’affretti (Nr. 26) hervor, womit Senesino die schönste Melodie dieses Werkes zufiel, die Burney als „dramatisches Pathos im großen Stil“ („in an grand style of theatrical pathetic“) beschreibt.
Das Duett in fis-Moll Caro/Dolce, amico amplesso (Nr. 14) fällt umso lyrischer aus, es bringt mit Terzparallelen und süßen Dissonanzen die neugefundene Einigkeit der Liebenden nach ihrem Eheversprechen zum Ausdruck.
Von Cleofide sind die beiden Arien des zweiten Aktes bemerkenswert: In dem innigen Digli, ch’io son fedele (Nr. 16) gibt sie mit konsumtivem Halbtonmotiv all das Timagene mit auf den Weg, was sie Poro nicht selbst sagen kann. Tragische Größe zeigt Cleofide dann in der Arie Se il Ciel mi diride (Nr. 18) im Sarabandenrhythmus und nicht zuletzt in ihrem Arioso Spirto amato (Nr. 30), in dem sie vor dem Besteigen des Scheiterhaufens die Seele des totgeglaubten Poro anruft.
In reizvollen, tänzerisch-verspielten Melodien tritt uns Erissena entgegen – doch welche Tiefe bekundet sie uns in der großen und sofort berühmt gewordenen Arie, in der sie sich mit der Hirtin vergleicht, die sich im Dunkel des Waldes verlor (Son confusa pastorella, Nr. 28)! Und sie bringt die Kraft auf, den geliebten Gandarte von sich zu schicken, auf dass er einst Indien befreien und retten möge. In warmen, liedhaften Tönen spricht der treue Freund Gandarte zu uns, doch nicht allein als widerspruchsloser „Typ des Freundes“: Angst vor dem Tod bricht in seiner im ersten Moment ruhig und abgeklärt erscheinenden, liedhaft schlichten und nur von Streichern „colla parte“ in der Oktave begleiteten Sarabanden-Arie Mio ben, ricordati (Nr. 27) hervor, ebenso wie die Sehnsucht nach Leben und Liebe. Typisch für Händel, dass er den Zwiespalt der Gefühle im Kontrast zweier Motive innerhalb der Themenführung gestaltet. In vollem Gegensatz schließlich stellt sich die Konfrontation zwischen Alessandro und Poro dar, dramatisch vertieft durch Cleofide. Auf der einen Seite Alessandro, galant, selbstgefällig, der „überlegene“ Grieche – auf der anderen Seite Poro, die ganze Palette musikalischer Ausdruckskraft erfassend, von der einfachen Liedmelodik bis hin zu leidenschaftlichstem Gefühlsausbruch, sich emporhebend zu dem großen menschlichen Charakter renaissancehafter Prägung.
Einen letzten Höhepunkt des Werkes bilden Schlussduett und -chor, in der sich Cleofide und Poro mit Trompete, Oboen, den kontrapunktisch geführten Violinen und allen anderen Akteuren zu einem Chor vereinen.

## Struktur der Oper
Ouverture. (2 Ob, Str, BC)

### Erster Akt
| Scena I    | 1. Recitativo accompagnato. Poro (Str, BC) Fermatevi, compagni                  |
|            | Recitativo. Gandarte, Poro Mio Re, che fai!                                     |
|            | 2. Aria. Gandarte (2 Ob, 2 Vl, BC) È prezzo leggiero d’un suddito il sangue     |
| Scena II   | Recitativo. Timagene, Poro, Alessandro Guerrier, t’arresta, e cedi              |
|            | 3. Aria. Poro (2 Ob, 2 Vl, BC) Vedrai con tuo periglio di questa spada il lampo |
| Scena III  | Recitativo. Alessandro, Timagene, Erissena Oh sublime ardimento!                |
|            | 4. Aria. Alessandro (Vl solo, Str, BC) Vil trofeo d’un alma imbelle             |
| Scena IV   | Recitativo. Erissena, Timagene Questo è Alessandro?                             |
|            | 5. Aria. Erissena (2 Ob, 2 Vl, BC) Chi vive amante sai che delira               |
| Scena V    | Recitativo. Cleofide, Poro Perfidi! ite di Poro                                 |
|            | 6. Aria. Poro (2 Ob, Str, BC) Se mai più saro geloso                            |
| Scena VI   | Recitativo. Cleofide, Poro, Erissena Erissena, che veggo?                       |
|            | 7a. Arioso. Cleofide (2 Ob, Str, BC) Se mai turbo il tuo riposo                 |
| Scena VII  | Recitativo. Poro, Erissena, Gandarte Cleofide, va al campo                      |
|            | 8. Aria. Poro (Str, BC) Se possono tanto due luci vezzose                       |
| Scena VIII | Recitativo. Erissena, Gandarte Dimmi: vedesti                                   |
|            | 9. Aria. Erissena (2 Ob, 2 Vl, BC) Compagni nell’amore se tolerar non sai       |
| Scena IX   | Recitativo. Alessandro Ecco, vien la cagion                                     |
|            | 10. Sinfonia. (2 Ob, 2 Hr, Str, BC)                                             |
|            | Recitativo. Celofide, Alessandro Ciò che t’òffro, Alessandro                    |
| Scena X    | Recitativo. Timagene, Alessandro Monarca, impaziente il Duce Asbite             |
| Scena XI   | Recitativo. Poro, Cleofide, AlessandroEccola; oh gelosia!                       |
|            | 11. Aria. Alessandro (2 Ob, 2 Vl, BC) Se amor a questo petto                    |
| Scena XII  | Recitativo. Poro, Cleofide Lode a gli Dei!                                      |
|            | 12. Duetto. Poro, Cleofide (2 Ob, Str, BC) Se mai turbo il tuo riposo           |

### Zweiter Akt
| Scena I    | 13. Sinfonia. (2 Ob, Trp, Str, BC)                                                       |
|            | Recitativo. Cleofide, Alessandro, Timagene, Gandarte Signor, l'India festiva esulta meco |
| Scena II   | Recitativo. Cleofide, Poro Seguitemi, oh compagni!                                       |
|            | 14. Duetto. Cleofide, Poro (Str, BC) Caro / Dolce, amico amplesso!                       |
|            | Recitativo. Cleofide, Poro Ah Ciel! viene il nemico                                      |
| Scena III  | Recitativo. Alessandro, Cleofide, Poro Crudel, t’arresta!                                |
| Scena IV   | Recitativo. Timagene, Poro, Cleofide, Alessandro Pronto le Greche schiere                |
|            | 15. Aria. Alessandro (2 Ob, 2 Vl, BC) D’un barbaro scortese non rammentar l’offese       |
| Scena V    | Recitativo. Timagene, Cleofide, Poro Macedoni, alla Reggia                               |
|            | 16. Aria. Cleofide (2 Ob, 2 Vl, BC) Digli, ch’io son fedele                              |
| Scena VI   | Recitativo. Poro, Timagene Tenerezze ingegnose!                                          |
|            | 17. Aria. Poro (2 BlFl, Fg, 2 Hr, Str, BC) Senza procelle ancora si perde                |
| Scena VII  | Recitativo. Gandarte, Cleofide E tento di svenarti?                                      |
| Scena VIII | Recitativo. Alessandro, Cleofide, Gandarte Per salvarti, oh Regina                       |
| Scena IX   | Recitativo. Cleofide, Gandarte, Erissena Quanto dobbiamo a'tuoi pietosi inganni?         |
|            | 18. Aria. Cleofide (Vl solo, 2 Ob, Str, BC) Se il Ciel mi diride dal caro mio sposo      |
| Scena X    | Recitativo. Gandarte, Erissena Adorata Erissena                                          |
|            | 19. Aria. Gandarte (Fl, Str, BC) Se viver non poss’io lungi da te                        |
| Scena XI   | Recitativo. Erissena E pur, chi’l crederia?                                              |
|            | 20. Aria. Erissena (2 Vl, BC) Di rendermi la calma prometti                              |

### Dritter Akt
| Scena I    | 21. Sinfonia. (2 Ob, Str, BC)                                                               |
|            | Recitativo. Poro, Erissena Erissena! Che miro? Poro, tu vivi?                               |
|            | 22. Aria. Poro (2 Vl, BC) Risveglia lo sdengo, rammenta l’offesa                            |
| Scena II   | Recitativo. Erissena, Cleofide Ah! funesto commando!                                        |
| Scena III  | Recitativo. Alessandro, Cleofide, Erissena Reina, è dunque vero                             |
| Scena IV   | Recitativo. Erissena, Cleofide Cleofide, si presto io non credea                            |
|            | 23. Aria. Cleofide (Str, BC) Se troppo crede al ciglio colui che va per l’onde              |
| Scena V    | Recitativo. Erissena, Alessandro Giunge Alessandro; oh Dei!                                 |
|            | 24. Aria. Erissena (2 Vl, BC) Come il candore d’intatta neve                                |
| Scena VI   | Recitativo. Alessandro, Timagene Per qual via non pensata                                   |
|            | 25. Aria. Alessandro (2 Ob, Str, BC) Serbati, a grandi imprese                              |
| Scena VII  | Recitativo. Poro, Gandarte Ecco spezzato il solo filo                                       |
| Scena VIII | Recitativo. Erissena, Poro, Gandarte Fermati! Oh Ciel, che fai?                             |
|            | 26. Aria. Poro (Str, BC) Dov’è? S’affretti per me la morte                                  |
| Scena IX   | Recitativo. Erissena, Gandarte Gandarte, in questo stato                                    |
|            | 27. Aria. Gandarte (2 Ob, Str, BC) Mio ben, ricordati se avvien ch'io mora                  |
| Scena X    | Recitativo. Erissena D’inaspettati eventi                                                   |
|            | 28. Aria. Erissena (Fl, Str, BC) Son confusa pastorella                                     |
| Scena XI   | Recitativo. Poro Tu mi contrasti in vano                                                    |
|            | 29. Sinfonia. (2 Ob, Str, BC)                                                               |
|            | Recitativo. Cleofide, Alessandro, Poro Nella odorata pira si destino le fiamme!             |
|            | 30. Arioso. Cleofide (Str, BC) Spirto amato dell'idol mio                                   |
| Scena XII  | Recitativo. Cleofide, Alessandro, Poro, Erissena, Gandarte, Timagene Come! Poro? Ed e vero? |
|            | 31. Duetto. Cleofide, Poro (Fl, 2 Ob, 2 Vl, BC) Caro, vieni al mio seno                     |
|            | 32. Coro. (2 Ob, Trp, Str, BC) Dopo tanto penare è più grato il piacer                      |

## Erfolg und Kritik
“This opera, though it contains but few airs in a great and elaborate style, was so dramatic and pleasing, that it ran fifteen nights successively in the spring season, and was again brought on the stage in the autumn, when it sustained four representations more.”

„Diese Oper, obwohl sie nur einige Arien in einem großen und vollendeten Stil enthält, war so spannend und gelungen, dass sie im Frühjahr an fünfzehn Abenden erfolgreich lief und im Herbst wieder auf die Bühne gebracht wurde, wo sie nochmals vier Vorstellungen hatte.“

“Poro, with its background of Oriental romance, was instantly a success. Never did Senesino in all his London singing rise to a greater height than with the air ‘Se possono tanto’. He had never been out of favour, now he attained in one night a far greater popularity than ever. In a week all London was humming the airs […] Many declared that Poro was the best opera he had given London.”

„Poro mit seinem orientalisch-romantischen Hintergrund errang sofort einen Riesenerfolg. Nie zeigte sich Senesino in größerem Glänze als in seiner Arie ‚Se possono tanto‘. Nie hatten ihm die Zuhörer mit mehr Enthusiasmus zugejubelt; an diesem Abend ersang er sich eine größere Beliebtheit als je zuvor. Nach einer Woche summte man in ganz London die Melodien […] Viele hielten Poro überhaupt für seine beste Oper.“

“It might be supposed that the conjunction of the age’s greatest opera composer with its most successful librettist, a master of language and a fine poet to boot, would have outstandingly fruitful results. But while all three of their joint operas contain magnificent music, none ranks with Handel’s masterpieces of 1724–25 and 1734–35 (though Poro comes near it). The divergence of temperament was too wide. Metastastio, as befits a cleric, wrote with an edifying purpose. As Caesarian poet at the court of the Holy Roman Emperor for half a century, he was to dictate rules of conduct and lay down standards for public and private life and maintenance of the status quo. Already in his early librettos moral issues are liable to take precedence over human values. He moves his characters like pieces on a chessboard, […] so that they run the risk of declining into abstractions. In all this his approach was the antithesis of Handel’s. It is no matter for surprise that after setting three of his librettos Handel abandoned him, just as his reputation was reaching its peak of popularity, for the wilder slopes of Ariosto’s world of magic and romance.”

„Man könnte annehmen, dass das Herstellen einer Verbindung des größten Opernkomponisten des Zeitalters mit seinem erfolgreichsten Librettisten, einem Meister der Sprache und einem feinen Dichter, außerordentlich fruchtbare Ergebnisse haben würde. Aber während alle drei ihrer gemeinsamen Opern [Siroe, Poro und Ezio] großartige Musik enthalten, ist doch keine Händels Meisterwerken der Jahre 1724–25 und 1734–35 (obwohl Poro dem nahekommt) vergleichbar. Die Divergenz der Temperamente beider Meister war zu groß. Metastastio schrieb, wie es sich für einen Kleriker gehört, für einen erbaulichen Zweck. Als ‚poeta Cesareo‘ am Hof des römisch-deutschen Kaisers Karl VI. für ein halbes Jahrhundert, war es seine Aufgabe, Verhaltensregeln zu beschreiben und Standards für das öffentliche und private Leben, sowie der Aufrechterhaltung des [gesellschaftlichen] Status quo zu formulieren. Bereits in seinen frühen Libretti haben moralische Fragen Vorrang vor menschlichen Werten. Er bewegt seine Figuren wie auf einem Schachbrett, […] so dass sie Gefahr laufen, abstrakt zu werden. In all diesem war sein Ansatz die Antithese zu Händel. Es ist nicht verwunderlich, dass sich Händel nach der Produktion von drei seiner Libretti von ihm abwandte, gerade als sein Ruf den Höhepunkt der Popularität erreichte, um sich den wilderen Pisten von Ariostos Welt der Magie und Romantik zuzuwenden.“

## Orchester
Zwei Blockflöten, Traversflöte, zwei Oboen, Fagott, Trompete, zwei Hörner, Streicher, Basso continuo (Violoncello, Laute, Cembalo).

## Diskografie
- Eterna 820 048-50 (1958): Günther Leib (Poro), Werner Enders (Alessandro), Philine Fischer (Cleofide), Margarete Herzberg (Erissena), Franz Stumpf (Timagene), Hellmuth Kaphahn (Gandarte)
 Händelfestspielorchester Halle; Dir. Horst-Tanu Margraf (158 min, deutsch)
- Opus 111 OPS 30-113-4 (1994): Gloria Banditelli (Poro), Sandro Naglia (Alessandro), Rossana Bertini (Cleofide), Bernarda Fink (Erissena), Roberto Abbondanza (Timagene), Gérard Lesne (Gandarte)
 Europa Galante; Dir. Fabio Biondi (167 min)
- Händel-Festspiele Göttingen/NRD (2006): William Towers (Poro), Thomas Piffka (Alessandro), Jutta Böhnert (Cleofide), Franziska Gottwald (Erissena), Torben Jürgens (Timagene), Andrew Radley (Gandarte)
 Akademie für Alte Musik Berlin; Dir. Konrad Junghänel (181 min)
- cpo 555 560-2 (2020): Deutschsprachige Fassung Cleofida mit Rezitativen von Georg Philipp Telemann: Suzanne Jerosme (Cleofida), Florian Götz (Porus), Jorge Navarro Colorado (Alessandro), Johanna Pommranz (Erixena), Leandro Marziotte (Gandartes), Josep-Ramon Olivé (Timagenes)
 Il Gusto Barocco; Dir.: Jörg Halubek (3 CDs, 180 min)[23]
- Château de Versailles Spectacles CVS123 (2024): Christopher Lowrey (Poro), Marco Angioloni (Alessandro), Lucía Martín Cartón (Cleofide), Giuseppina Bridelli (Erissena), Alessandro Ravasio (Timagene), Paul-Antoine Bénos-Djian (Gandarte)
 Il Groviglio; Dir. Marco Angioloni (158 min)